# Karum (jezero)
Jezero Karum (znano tudi kot jezero Asale) je slano jezero v regiji Afar v Etiopiji.
Werner Munzinger, ki je leta 1867 potoval skozi Afarski trikotnik, je zapisal, da to jezero napajajo štirje potoki: Didic, Ala, Rira Gudi in Ragali ali Avra, ki je edini stalni potok, ki se izliva v jezero Karum.

## Lega
Jezero Karum je eno od treh slanih jezer na severu Danakilske depresije, skupaj s sosednjima jezeroma Bakili in jezerom Afrera. Leži podolgovato v smeri sever-jug 123 m pod srednjo morsko gladino. Leži z nekoliko manjšim jugovzhodnim Bakiliseejem na črti med Erta Ale (jugovzhod) in Dalol (severozahod). V severni tretjini jezera so trije otoki, od katerih se eden imenuje Maraho Karum.
Severno od jezera Karum je nekdanje rudarsko naselje Dalol. Jezero je izjemno slano in obkroža soline, ki se še vedno izkopavajo. Sol se s karavanami prenaša v ostale dele države.

## Galerija
- Slana ravnina ob jezeru Karum
- Voda jezera Karum, vidna skozi luknjo
- Solinarji na delu
- Predelana sol
- Prenos soli s karavano kamel